# Маклейн Ворд
Маклейн Ворд  (англ. McLain Ward, 17 жовтня 1975) — американський вершник, олімпійський чемпіон.

## Виступи на Олімпіадах
| Олімпіада  | Дисципліна       | Місце       |
| ---------- | ---------------- | ----------- |
| Афіни 2004 | конкур, особисті | участь r2/2 |
| Афіни 2004 | конкур, командні | 1           |
| Пекін 2008 | конкур, особисті | 6           |
| Пекін 2008 | конкур, командні | 1           |
| Ріо 2016   | конкур, командні | 2           |